# Bożena Waloch
Bożena Rogowicz, primo voto Waloch, z domu Kuźmicka (ur. 24 kwietnia 1959) – polska siatkarka, wieloletnia reprezentantka Polski (1984–1995), uczestniczka mistrzostw Europy, mistrzyni Polski

## Życiorys

### Kariera reprezentacyjna
Już w 1977 wystąpiła w reprezentacji Polski juniorek, zajmując z drużyną czwarte miejsce na mistrzostwach Europy w tej kategorii wiekowej. W reprezentacji Polski seniorek debiutowała 14 czerwca 1978 w towarzyskim meczu z Republiką Federalną Niemiec. Wystąpiła w mistrzostwach świata w 1978 (11. miejsce) oraz trzykrotnie w mistrzostwach Europy (1983 – 9 m., 1985 – 7 m., 1989 – 9 m.). Ostatni raz wystąpiła w drużynie narodowej 10 września 1989 w meczu mistrzostw Europy z Francją. Łącznie w latach 1978–1989 wystąpiła w 206 meczach reprezentacji, w tym 174 oficjalnych.

### Kariera klubowa
Wychowanka klubu Zawisza Sulechów, z którym w wieku 16 lat sięgnęła w 1975 po Puchar Polski, grając równocześnie w II lidze siatkarskiej. Jako zawodniczka Czarnych Słupsk zdobyła wicemistrzostwo Polski w 1979. W barwach ŁKS Łódź wywalczyła kolejny srebrny (1986) i dwa brązowe medale (1985 i 1987) mistrzostw Polski oraz Puchar Polski (1986). Największe sukcesy ligowe osiągnęła z klubem BKS Stal Bielsko-Biała, zdobywając z nim trzykrotnie tytuł mistrzyni Polski (1988, 1989, 1990) i raz wicemistrzostwo (1987), a także sięgając trzykrotnie po Puchar Polski (1988, 1989, 1990). W sezonie 1989/1990 była w pierwszych pięciu meczach grającym trenerem. Po zdobyciu ostatniego tytułu mistrza Polski wyjechała do Hiszpanii, gdzie do 1995 grała w klubie C.V. Murcia. Z tym ostatnim klubem sięgnęła trzykrotnie po mistrzostwo Hiszpanii (1993, 1994, 1995), po czym zakończyła karierę sportową.
Jest siostrą reprezentacyjnej siatkarki Ewy Bućko. Jej drugim mężem był Jan Rogowicz.